# Sân bay quốc tế Galileo Galilei
Sân bay quốc tế Galileo Galilei (IATA: PSA, ICAO: LIRP) là một sân bay ở Pisa, Italia. Đây là một trong 2 sân bay chính ở Tuscany, cùng với Sân bay Peretola ở Florence. Sân bay này được đặt tên theo Galileo Galilei, người quê quán Pisa. Sân bay này nằm ở San Giusto, cách nhà ga trung tâm thành phố gần 2 km.
Sân bay được kết nối với thành phố bằng xe buýt và đường ray. Đây cũng là căn cứ không quân của Aeronautica Militare (Không quân Ý) với các loại máy bay C-130 Hercules và Alenia C-27J Spartan.

## Các hãng hàng không và các tuyến bay
- Aerocondor (Elba Island)
- Air France (Paris-Charles de Gaulle)
- Alitalia
  - được cung ứng bởi Alitalia Express (Milanoo-Malpensa, Rome-Fiumicino)
- British Airways (London-Gatwick)
- Delta Air Lines (New York-JFK)
- easyJet (Berlin-Schönefeld, Bristol, London-Gatwick, London-Luton, Paris-Orly)
- Finnair (Helsinki)
- Iberia
  - Iberia được Air Nostrum cung ứng (Madrid)
- Jet2.com (Belfast-International, Edinburgh, Leeds/Bradford, Manchester, Newcastle)
- Lufthansa
  - Lufthansa Regional được Air Dolomiti cung ứng (Munich)
- Norwegian Air Shuttle (Oslo)
- Ryanair (Alghero, Alicante, Billund, Birmingham, Bournemouth, Brussels-Charleroi, Constanţa, Dublin, East Midlands, Edinburgh, Eindhoven, Girona, Glasgow-Prestwick, Frankfurt-Hahn, Lamezia, Liverpool, London-Stansted, Hamburg-Lübeck, Malta, Oslo-Torp, Paris-Beauvais, Porto, Seville, Stockholm-Skavsta, Trapani, Valencia)
- Thomsonfly (Manchester)
- transavia.com (Amsterdam)
- TUIfly (Cologne/Bonn, Hanover, Stuttgart)